# Tolne Station
Tolne Station er en dansk jernbanestation i landsbyen Tolne ved Sindal i Vendsyssel.
Stationen ligger på Vendsysselbanen mellem Aalborg og Frederikshavn. Den betjenes af tog fra jernbaneselskabet Nordjyske Jernbaner, der kører hyppige forbindelser med regionaltog mellem Aalborg i syd og Frederikshavn / Skagen i nord.

## Historie
Tolne Station åbnede i 1873 som holdested på Vendsysselbanen. I 1879 blev den forfremmet til station, da stationsbygningen blev bygget.
I 1972 lukkede stationen, men fortsatte som trinbræt for regionaltogene. I 2017 overtog jernbaneselskabet Nordjyske Jernbaner den regionale togdrift mellem Skørping og Frederikshavn fra DSB.

## Arkitektur
Stationsbygningen fra 1879 var tegnet af arkitekten N.P.C. Holsøe. Den er siden nedrevet.

## Galleri
- Tolne Station mod vest i 2009
- Tolne Station mod øst i 2009
- Tolne Station i 2016